# Eligio Nicolini
Eligio Nicolini (Omegna, 19 gennaio 1961) è un allenatore di calcio ed ex calciatore italiano, di ruolo centrocampista.

## Carriera

### Giocatore
Inizia in giovane età nella squadra della sua città, l'Omegna, vivendo l'esperienza della doppia retrocessione dalla Serie C alla Serie C2 nel 1977, e poi in Serie D nel 1979. 
Viene acquistato dal L.R. Vicenza nel 1980, ma dopo la partita di esordio fra i cadetti, viene girato in prestito alla Ternana in Serie C1.
Torna a Vicenza dopo la retrocessione dei biancorossi in Serie C1, ed è per sei stagioni titolare del centrocampo berico. Conquista la promozione in Serie B nel 1985 e quella in Serie A l'anno seguente, ma la CAF annulla il verdetto del campo per illeciti sportivi. 
Nicolini accetta quindi il trasferimento all'Atalanta, per i progetti ambiziosi del club bergamasco, che infatti conquista la massima serie nel 1987. Il 9 ottobre 1988 fa il suo esordio in Serie A contro il Napoli di Diego Armando Maradona. Dopo cinque stagioni in nerazzurro, durante le quali disputa anche sei partite di Coppa UEFA, nel 1992 si trasferisce alla Cremonese in serie B, con cui guadagna l'ennesima promozione, giocando poi altre due stagioni in massima serie. 
Passa alla Reggina fra i cadetti nel 1995, l'anno seguente viene ceduto in Serie C2 al Cremapergo.
Chiude la carriera in Eccellenza per un due stagioni all' Omega e poi fino all'età di 42 anni in Eccellenza Lombardia nel Grumellese.

### Allenatore
Nel 2012 viene ingaggiato dall'Anima e Corpo Orobica, squadra che disputa il campionato femminile di Serie A2. 
Nel 2014 si sposta in Puglia dove diventa allenatore del Sava in Eccellenza, ma viene sollevato dall'incarico dopo sole sei giornate.
Nel 2017 torna a casa e diventa presidente ed allenatore della Polisportiva Comunale di Endine Gaiano, società che parte dalla Terza Categoria, con l'ambizioso progetto di diventare un punto di riferimento per il calcio dilettantistico della Val Cavallina.

## Palmarès

### Giocatore

#### Competizioni nazionali
- Coppa Italia Serie C: 1

L.R. Vicenza: 1981-1982

#### Competizioni internazionali
- Coppa Anglo-Italiana: 1

Cremonese: 1992-1993